# Michael Kesselring
Michael "Mike" Kesselring, född 13 januari 2000, är en amerikansk professionell ishockeyback som spelar för Utah Mammoth i National Hockey League (NHL).
Han har tidigare spelat för Arizona Coyotes och Utah Hockey Club i NHL; Bakersfield Condors och Tucson Roadrunners i American Hockey League (AHL); Northeastern Huskies i National Collegiate Athletic Association (NCAA) samt Des Moines Buccaneers och Fargo Force i United States Hockey League (USHL).
Kesselring draftades av Edmonton Oilers i sjätte rundan i 2018 års draft som 164:e spelare totalt.

## Statistik
| 2014–2015   | New Hampton Huskies     |             | 36  | 3  | 4  | 7  | —   | —  | — | — | — | — |
| 2015–2016   | New Hampton Huskies     |             | 40  | 5  | 11 | 16 | —   | —  | — | — | — | — |
| 2016–2017   | New Hampton Huskies     |             | 30  | 8  | 20 | 28 | —   | —  | — | — | — | — |
|             | New Hampshire Avalanche | EJEPL       | 2   | 0  | 1  | 1  | 0   | —  | — | — | — | — |
| 2017–2018   | New Hampton Huskies     |             | 38  | 11 | 23 | 34 | 23  | —  | — | — | — | — |
|             | Des Moines Buccaneers   | USHL        | 12  | 0  | 2  | 2  | 2   | —  | — | — | — | — |
| 2018–2019   | Des Moines Buccaneers   | USHL        | 33  | 2  | 10 | 12 | 8   | —  | — | — | — | — |
|             | Fargo Force             | USHL        | 33  | 7  | 15 | 22 | 20  | 2  | 0 | 0 | 0 | 0 |
| 2019–2020   | Northeastern Huskies    | NCAA        | 34  | 2  | 3  | 5  | 35  | —  | — | — | — | — |
| 2020–2021   | Northeastern Huskies    | NCAA        | 20  | 5  | 3  | 8  | 23  | —  | — | — | — | — |
|             | Bakersfield Condors     | AHL         | 21  | 1  | 2  | 3  | 10  | 6  | 0 | 3 | 3 | 2 |
| 2021–2022   | Bakersfield Condors     | AHL         | 55  | 2  | 11 | 13 | 45  | 4  | 0 | 0 | 0 | 0 |
| 2022–2023   | Arizona Coyotes         | NHL         | 9   | 0  | 3  | 3  | 6   | —  | — | — | — | — |
|             | Bakersfield Condors     | AHL         | 49  | 13 | 9  | 22 | 40  | —  | — | — | — | — |
|             | Tucson Roadrunners      | AHL         | 10  | 2  | 5  | 7  | 7   | 3  | 0 | 0 | 0 | 2 |
| 2023–2024   | Arizona Coyotes         | NHL         | 65  | 5  | 16 | 21 | 66  | —  | — | — | — | — |
|             | Tucson Roadrunners      | AHL         | 6   | 0  | 0  | 0  | 11  | 2  | 0 | 0 | 0 | 0 |
| 2024–2025   | Utah Hockey Club        | NHL         | 82  | 7  | 22 | 29 | 89  | —  | — | — | — | — |
| NHL totalt  | NHL totalt              | NHL totalt  | 156 | 12 | 41 | 53 | 161 | —  | — | — | — | — |
| AHL totalt  | AHL totalt              | AHL totalt  | 141 | 18 | 27 | 45 | 113 | 15 | 0 | 3 | 3 | 4 |
| NCAA totalt | NCAA totalt             | NCAA totalt | 54  | 7  | 6  | 13 | 58  | —  | — | — | — | — |
| USHL totalt | USHL totalt             | USHL totalt | 78  | 9  | 27 | 36 | 30  | 2  | 0 | 0 | 0 | 0 |

### Internationellt
| Källa: Uppdaterad: 2024-10-26 | Källa: Uppdaterad: 2024-10-26 | Källa: Uppdaterad: 2024-10-26 |         | Utv = Utvisningsminuter | Utv = Utvisningsminuter | Utv = Utvisningsminuter | Utv = Utvisningsminuter | Utv = Utvisningsminuter |
| År                            | Lag                           | Mästerskap                    | Matcher | Mål                     | Assists                 | Poäng                   | Utv                     |                         |
| ----------------------------- | ----------------------------- | ----------------------------- | ------- | ----------------------- | ----------------------- | ----------------------- | ----------------------- | ----------------------- |
| 2024                          | USA                           | VM                            | 7       | 2                       | 1                       | 3                       | 0                       |                         |
| Senior totalt                 | Senior totalt                 | Senior totalt                 | 7       | 2                       | 1                       | 3                       | 0                       |                         |